# Nußdorf (Landau)
Nußdorf ist der nördlichste Stadtteil von Landau in der Pfalz in Rheinland-Pfalz und innerhalb dieser als Ortsbezirk ausgewiesen. Bis 1972 war er eine selbständige Gemeinde.

## Geographie
Der Ort liegt nördlich der Kernstadt und hat rund 1500 Einwohner. Nußdorf liegt am Haardtrand am Westrand der Oberrheinischen Tiefebene Zu Nußdorf gehört außerdem eine Exklave im Pfälzerwald, die zum Landauer Stadtwald gehört. Innerhalb dieser erstrecken sich der 552,9 Meter hohe Erlenkopf, das Döreneck (514 Meter) und der Kesselberg (502,4 Meter). Östlich der Nußdorfer Bebauung entspringt außerdem der Schleidgraben.

## Geschichte

### Ortsgeschichte
Auf die Existenz einer römischen villa rustica weist der Fund eines Viergöttersteins hin, der als Basis einer Jupitersäule diente.
Nußdorf wurde erstmals 802 im „Codex Diplomaticus Fuldensis“, dem Rechtsbuch des Klosters Fulda, erwähnt. Während des Mittelalters gehörte das Dorf zu verschiedenen Herrschaften, bis es Johann von Heydeck, der Besitzer der Herrschaft Madenburg, 1508 an die Reichsstadt Landau verkaufte.

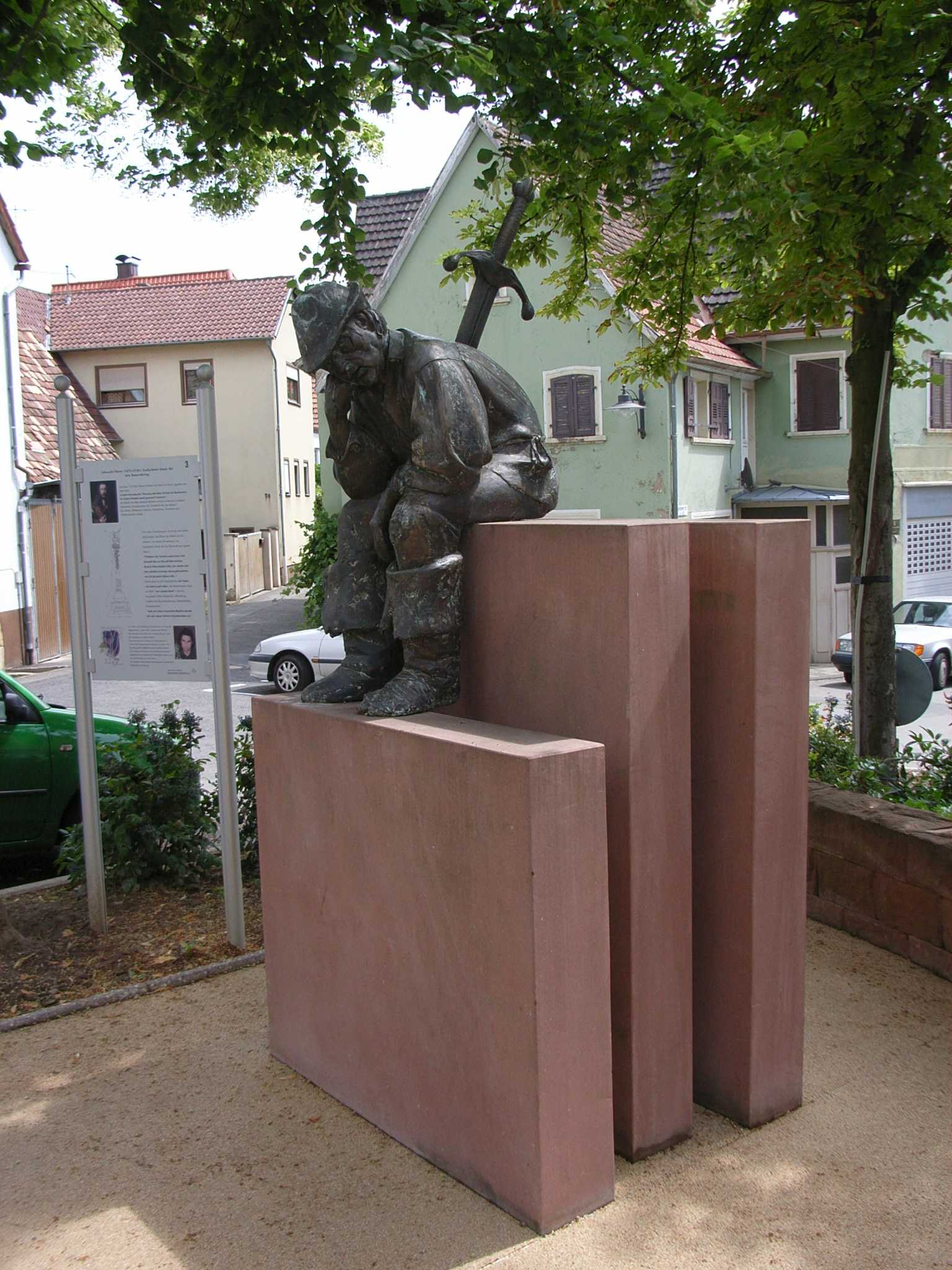
Nußdorfer Denkmal für die geschlagenen Bauern

Am 23. April 1525, dem Kirchweihsonntag, brach in Nußdorf ein Bauernaufstand aus, der sich zum Pfälzischen Bauernkrieg entwickelte. Von Nußdorfer Bauern wurde am selben Tag ein Gut des Klosters Eußerthal geplündert. Bis zur Niederschlagung des Bauernaufstandes in der Schlacht bei Pfeddersheim am 24. Juni 1525, bei der etwa 8000 Bauern den Tod fanden, plünderte der kurzlebige „Nußdorfer Haufen“ zahlreiche Burgen und Klöster und die zugehörigen Güter in der Südpfalz.
Nach dem Dreißigjährigen Krieg kam das fast völlig entvölkerte Nußdorf gemeinsam mit Landau unter französische Oberhoheit. Während der vier Belagerungen Landaus im 18. Jahrhundert wurde Nußdorf wiederholt geplündert.
Von 1793 bis 1814 als Teil der Französischen Republik (bis 1804) und anschließend Teil des Napoleonischen Kaiserreichs war, war Nussdorf – so die damalige Schreibweise – in den Kanton Landau eingegliedert. 1815 hatte die Gemeinde insgesamt 1210 Einwohner. Im selben Jahr wurde der Ort Österreich zugeschlagen. Bereits ein Jahr später wechselte der Ort wie die gesamte Pfalz in das Königreich Bayern. Von 1818 bis 1862 gehörte Nußdorf dem Landkommissariat Landau an; aus diesem ging anschließend das Bezirksamt Landau hervor. 
1939 wurde der Ort in den Landkreis Landau eingegliedert. Nach dem Zweiten Weltkrieg wurde Nußdorf innerhalb der französischen Besatzungszone Teil des damals neu gebildeten Landes Rheinland-Pfalz. Im Zuge der ersten rheinland-pfälzischen Verwaltungsreform wechselte der Ort am 7. Juni 1969 in den neu geschaffenen Landkreis Landau-Bad Bergzabern. Lediglich drei Jahre später, am 22. April 1972, wurde er bereits in die kreisfreie Stadt Landau in der Pfalz eingemeindet.

### Name
Nußdorf trägt seinen Namen durch die Siedler, die sich einst unter den Walnussbäumen niederließen, die in Nußdorf und Umgebung in großer Zahl vorkommen.

## Politik

### Ortsbeirat
Für den Ortsteil Nußdorf wurde ein Ortsbezirk gebildet. Dem Ortsbeirat gehören 15 Beiratsmitglieder an, den Vorsitz im Ortsbeirat führt der direkt gewählte Ortsvorsteher.
Bei der Kommunalwahl am 9. Juni 2024 wurden die Beiratsmitglieder in einer personalisierten Verhältniswahl gewählt. Die Sitzverteilung im gewählten Ortsbeirat:
| Wahl | SPD | CDU | Grüne | FDP | FWG | Gesamt   |
| ---- | --- | --- | ----- | --- | --- | -------- |
| 2024 | 3   | 7   | 2     | –   | 3   | 15 Sitze |
| 2019 | 3   | 6   | 3     | 1   | 2   | 15 Sitze |
| 2014 | 4   | 6   | 2     | 1   | 2   | 15 Sitze |
| 2009 | 5   | 5   | 1     | 2   | 2   | 15 Sitze |

- FWG = Freie Wählergruppe Landau e. V.

### Ortsvorsteher
Ortsvorsteher ist Thorsten Sögding (CDU). Er wurde bei der Direktwahl am 26. Mai 2019 mit einem Stimmenanteil von 68,98 % wiedergewählt. Bei der Direktwahl am 9. Juni 2024 setzte er sich mit einem Stimmenanteil von 74,2 % gegen eine Mitbewerberin durch.

### Wappen
Das ehemalige Gemeindewappen von Nußdorf zeigt einen goldenen Walnusszweig auf grünem Grund. Es wird seit dem 15. Jahrhundert verwendet, wurde aber erst am 14. Juni 1844 genehmigt.

## Kultur und Sehenswürdigkeiten

### Kulturdenkmäler
Vor Ort befinden sich insgesamt 15 Objekte, die unter Denkmalschutz stehen. Darunter befinden sind das Bauenkriegshaus von 1671, das ein Heimatmuseum beinhaltet, und die protestantische Pfarrkirche von 1280 mit einem gotischen Chor, einem barocken Schiff und einem klassizistischen Turm, in den ein römischer Viergötterstein eingemauert ist. Er zeigt die Gottheiten Minerva, Juno, Jupiter und Herkules.

### Natur
Obwohl außerhalb des Pfälzerwalds gelegen, ist der Nußdorf Bestandteil des Naturparks Pfälzerwald.

### Veranstaltungen
In Nußdorf gibt es verschiedene regelmäßige Veranstaltungen: Das überregional bekannte Nußdorfer Weinfest findet alljährlich am ersten Augustwochenende statt. Am letzten Augustwochenende gibt es das traditionelle Bauernhausfest im Bauernkriegshaus. Im sogenannten Weinerlebnispfad wird man jeden Sonntag im Sommer (nur bei gutem Wetter) von ortsansässigen Weingütern an der Pergola bewirtet. Die Weinprobe der anderen Art findet immer am zweiten Oktober statt und nennt sich „Nacht der offenen Keller“. Und ab dem 1. Dezember gibt es den sogenannten lebenden Adventskalender. An einem Sonntag um den Frühlingsanfang findet jährlich der Laetare-Umzug statt.

### Vereine
Die Frauenhandball-Abteilung des TV 1913 Nußdorf spielte 18 Jahre in der dritthöchsten Spielklasse und ein Jahr lang in der zweiten Bundesliga.

## Wirtschaft und Infrastruktur

### Wirtschaft

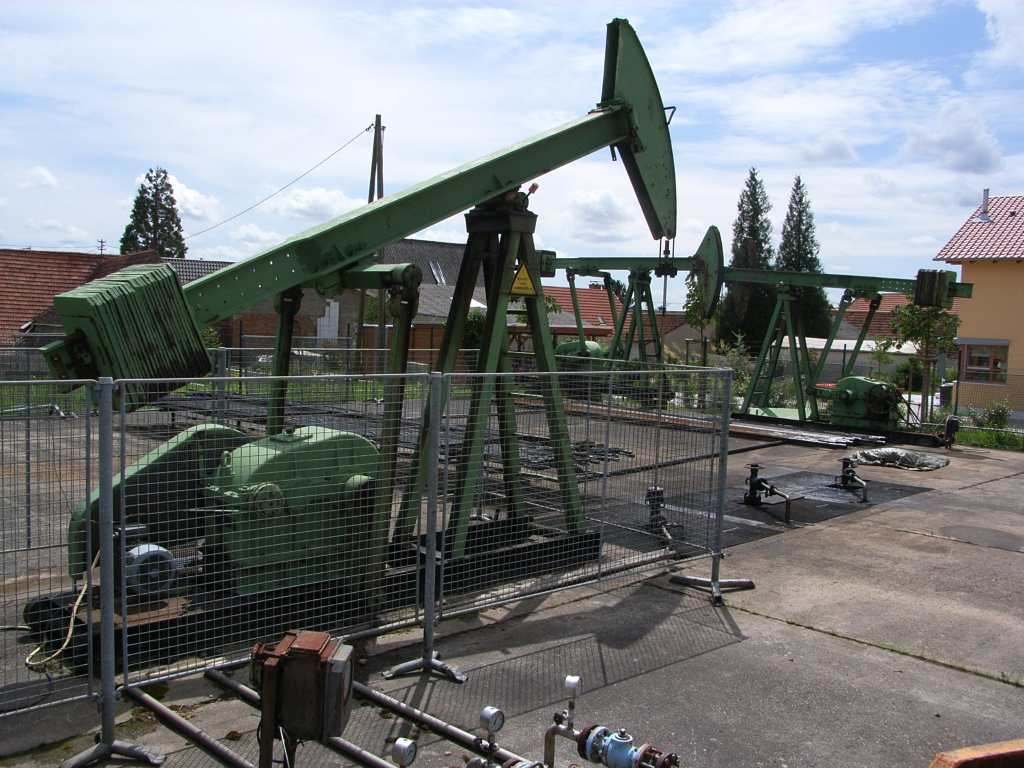
Pferdekopfpumpen zur Erdölförderung in Nußdorf

Nußdorf ist ein Winzerort und als solcher Teil des Weinanbaugebiets Pfalz. Der Weinbau bildet mit etwa 500 Hektar Rebfläche den Haupterwerbszweig. Vor Ort existieren die Einzellagen Herrenberg (493,2 ha), Kaiserberg (45,9 ha) und Kirchenstück (20,3 ha). Alle Lagen gehören zur Großlage Bischofskreuz im Bereich Südliche Weinstraße. Bekannt ist das Weingut Klaus und Susanne Rummel, das Mitglied bei Ecovin ist. 
Daneben gibt es auf der Gemarkung etwa 30 Ölförderstellen des Landauer Ölfeldes. Unter der sogenannten Nußdorfer Scholle lagert Erdöl in 500 bis 1800 Meter Tiefe, das seit 1957 mit Pferdekopfpumpen gefördert wird.

### Verkehr
Durch Nußdorf führte von 1913 bis 1953 die Pfälzer Oberlandbahn. Der Ort ist über die Buslinie 500 des Verkehrsverbundes Rhein-Neckar an das Nahverkehrsnetz angebunden, die nach Landau und Neustadt an der Weinstraße führt.
Mitten durch den Ort verläuft die Landesstraße 512; von dieser zweigt die Kreisstraße 8, die in West-Ost-Richtung von Godramstein durch Nußdorf führt und die Kreisstraße 11 nach Walsheim ab.

## Persönlichkeiten

### Söhne und Töchter des Ortes
- Friedrich Mahla (1798–1875), Bürgermeister von Landau und Mitglied der bayerischen Abgeordnetenkammer
- Richard Rudolf Klein (1921–2011), Komponist und Hochschullehrer

### Personen, die vor Ort gewirkt haben
- Johann Georg Lehmann (1797–1876) war von 1846 bis 1876 Pfarrer in Nußdorf. Er gilt als der bedeutendste Geschichtsschreiber der Pfalz des 19. Jahrhunderts
- Gerhard Postel (1941–2012), betreute von 1976 bis 1991 die hiesige Kirchengemeinde
- Peter Brauchle (* 1970), schuf 2004 ein Bauernkriegsdenkmal in Nußdorf